# スポーツWAVE
『スポーツWAVE』（スポーツ・ウェーブ）は、フジテレビで1994年4月3日（2日深夜）から1995年3月26日までにかけて放送された週末深夜枠の総合ニュース番組かつ『プロ野球ニュース』と『ニュースJAPAN』を一体化したオムニバスワイド番組。正確には、放送年によって『LIVE'94 スポーツWAVE』『LIVE'95 スポーツWAVE』という。

## 概要
『ニュースJAPAN』と『プロ野球ニュース』（後者のみコーナータイトル映像は平日の『ニュースJAPAN』内の『プロ野球ニュース』と同じものを使用）をオムニバス放送番組として内含し、現役のスポーツ選手をメインキャスターに迎えて、スポーツマンの立場で見たスポーツの魅力を伝えた。
『ニュースJAPAN』もメインスタジオから放送した。メインスタジオの右側にキャスターが座る形を取っていた（メインキャスター陣はそのまま待機）。放送時間は、土曜日（日曜日未明）は1:00頃、日曜日（月曜日未明）は0:30頃と、当時としては非常に遅かった。土曜日にプロ野球中継が60分間延長された場合は、2:00以降になることもあった。オープニングやエンディングのテーマ曲はなく（後述「備考」項参照）、スポンサー表示のジングルに続いて、『プロ野球ニュース』を除いた他のスポーツニュースを伝える際と同じコーナージングルが流れて、キャスターが「こんばんは、『ニュースJAPAN』◯◯です。」と挨拶と名前を名乗って始まっていた。日付を跨いだ場合はその後に長谷部（降板後は智田）の「日付は変わっていますが、土（日）曜日のニュースJAPANです」という挨拶があった。
この番組がスタートする際、フジテレビは平日の『ニュースJAPAN』とセットで「平日は、ニュースいっしょうけんめい。週末は、感動いっしょうけんめい。」というキャッチコピーを謳っていたが、当番組のみ1年後に終了することとなった。終了後は再度ニュース枠とスポーツニュース枠が分離された。

## 出演者

### メインキャスター
日曜日（土曜日深夜）
- 高田延彦
- 陣内貴美子
- 川端健嗣（フジテレビアナウンサー）

日曜日
- 湯原信光
- 田尾安志
- 木幡美子（フジテレビアナウンサー）

備考
- 陣内は本番組終了後も引き続き『プロ野球ニュース』のメインキャスター、レポーターとして2001年3月の番組終了時まで出演した。また、田尾も日曜日の『プロ野球ニュース』で2年間メインキャスターを務めた後、解説者の1人として出演を継続した。

### 『ニュースJAPAN』キャスター
- 長谷部真理子（前番組『FNN NEWSCOM』平日版から異動） - 出産のため1994年12月に降板。
- 智田裕一（フジテレビアナウンサー、ニューヨーク赴任から帰国して担当） - 当日の『FNNニュース・明日の天気』を兼務。
- 佐藤里佳（フジテレビアナウンサー、長谷部の後任として1995年1月から担当） - 当日の『FNNスーパータイム』スポーツコーナーを兼務。
  - 智田・佐藤は、本番組終了後も、長年にわたって断続的に週末最終版ニュースを担当している。

## 放送時間
日曜日（土曜日深夜）
- 1994年4月3日 - 1995年3月26日 0:00 - 1:30（JST）

日曜日
- 1994年4月3日 - 1995年3月26日 23:30 - 翌1:00（JST）

## 備考
- 番組のテーマ曲は坂本龍一が手掛けた。当初は「N.Y.C.」というタイトルだったが後にボーカルを加えたバージョンがCD化され、「Love and Hate」というタイトルでアルバム『スウィート・リヴェンジ』に収録されている。
- 本番組は日本テレビ・テレビ朝日両系列とのクロスネット局であるテレビ宮崎でも『プロ野球ニュース』をネットしていた関係上そちらもネットされており、『ニュースJAPAN』部分もネットされた。
- 新潟総合テレビはローカルスポンサーに差し替えしたため、提供クレジットはブルーバックに差し替えされていた。
- それまでのニュース枠ならびに平日の『ニュースJAPAN』と同様、オープニングタイトルでは福井テレビで「協力：中日新聞」、テレビ西日本で「TNC 西日本新聞」のテロップがそれぞれ送出されていた。

| フジテレビおよびFNN系列 週末最終版のFNNニュース | フジテレビおよびFNN系列 週末最終版のFNNニュース                         | フジテレビおよびFNN系列 週末最終版のFNNニュース |
| 前番組                                          | 番組名                                                                  | 次番組                                          |
| ----------------------------------------------- | ----------------------------------------------------------------------- | ----------------------------------------------- |
| FNN NEWSCOM                                     | LIVE'94 スポーツWAVE ↓ LIVE'95 スポーツWAVE ※『ニュースJAPAN』を内包    | FNNニュース最終版 （第3期）                     |
| フジテレビ系列 週末スポーツニュース             |                                                                         |                                                 |
| スポーツワイド プロ野球ニュース                 | LIVE'94 スポーツWAVE ↓ LIVE'95 スポーツWAVE ※『プロ野球ニュース』を内包 | プロ野球ニュース 【再度単独番組として放送】     |